# Шишмарёв, Илья Андреевич
Илья Андреевич Шишмарёв (26 сентября 1937, Москва — 9 февраля 2012, Москва) — советский и российский математик, член-корреспондент РАН, заслуженный профессор МГУ.

## Биография
В 1954 году окончил школу № 310 и поступил на физический факультет МГУ, который окончил в 1960 году.
После окончания института работал на кафедре математики физического факультета в должности ассистента (с 1960), старшего преподавателя (с 1965) и доцента (с 1967).
В 1962 году под руководством Владимира Александровича Ильина защитил диссертацию на соискание учёной степени кандидата физико-математических наук по теме «О некоторых оценках для эллиптического оператора с гладкими и разрывными коэффициентами». В 1989 году защитил докторскую диссертацию на тему «О задаче Коши для некоторых линейных и нелинейных уравнений математической физики». В 1990 году Илье Андреевичу было присвоено звание профессора. Профессор кафедры общей математики факультета ВМК МГУ (1990—2012).
В 2000 году за цикл работ «Нелинейные нелокальные эволюционные уравнения» Шишмарёву была присуждена премия имени М. В. Ломоносова за научную деятельность. 25 мая 2006 года был избран членом-корреспондентом РАН по специальности «прикладная математика и информатика»
Похоронен в Москве на Ваганьковском кладбище.

## Семья
И.А. Шишмарёв  был прямым потомком одного из героев обороны Севастополя, адмирала Андрея Ивановича Никонова

## Научные достижения
Написал более 150 научных работ, среди которых 4 книги. Дал решения проблемы Дж. Уизема об опрокидывании поверхностных волн и проблемы Дж. Бона об устойчивости бегущих волн для уравнения Кортевега-де Фриза Бюргерса. 6 его учеников стали кандидатами наук, один — доктором. В результате совместной работы Ильи Андреевича Шишмарёва и Владимира Александровича Ильина были получены точные условия разрешимости краевых и смешанных задач для уравнений в частных производных второго порядка с разрывными коэффициентами.

## Из библиографии
- Введение в теорию эллиптических уравнений / И. А. Шишмарёв. - Москва : Изд-во МГУ, 1979. - 184 с.; 21 см.
- Курс теории вероятностей и математической статистики для физиков : [Для вузов по спец. "Физика"] / Ю. П. Пытьев, И. А. Шишмарёв. - М. : Изд-во МГУ, 1983. - 252 с. : ил.; 22 см
- Задачи по теории вероятностей и математической статистике для физиков: Учеб. пособие / Пытьев Ю. П., Шишмарёв И. А., Волков Б. И. и др. М.: МГУ, 1985. 69 с.
- Теория вероятностей, математическая статистика и элементы теории возможностей для физиков : учебное пособие для студентов высших учебных заведений, обучающихся по специальности 010701 — Физика / Ю. П. Пытьев, И. А. Шишмарёв. — Москва : Физический фак. МГУ им. М. В. Ломоносова, 2010. — 406 с.